# The Post
The Post är en amerikansk historisk dramafilm från 2017, regisserad av Steven Spielberg och skriven av Liz Hannah och Josh Singer. I filmen medverkar bland andra Meryl Streep, Tom Hanks, Sarah Paulson, Bob Odenkirk, Tracy Letts, Bradley Whitford, Bruce Greenwood och Matthew Rhys. Filmen handlar om journalister från The Washington Post och The New York Times som publicerade de läckta dokumenten från Pentagonpappren angående USA:s involvering under Vietnamkriget.
Filmen hade biopremiär i USA den 22 december 2017 och i Sverige den 26 januari 2018. På Oscarsgalan 2018 nominerades den för bästa film och bästa kvinnliga huvudroll (Meryl Streep).

## Rollista
- Meryl Streep – Kay Graham
- Tom Hanks – Ben Bradlee
- Sarah Paulson – Tony Bradlee
- Bob Odenkirk – Ben Bagdikian
- Tracy Letts – Fritz Beebe
- Bradley Whitford – Arthur Parsons
- Bruce Greenwood – Robert McNamara
- Matthew Rhys – Daniel Ellsberg
- Carrie Coon – Meg Greenfield
- Alison Brie – Lally Graham
- Jesse Plemons – Roger Clark
- David Cross – Howard Simons
- Zach Woods – Anthony Essaye
- Pat Healy – Phil Geyelin
- Michael Stuhlbarg – Abe Rosenthal
- Jessie Mueller – Judith Martin
- Stark Sands – Don Graham

## Mottagande
The Post möttes av positiva recensioner av kritiker, särskilt för skådespeleriet av Streep, Hanks och Odenkirk. På Rotten Tomatoes har filmen ett medelbetyg på 88 procent, baserat på 231 recensioner, och ett genomsnittsbetyg på 8 av 10. På Metacritic har filmen genomsnittsbetyget 83 av 100, baserat på 51 recensioner.